# Episodi di Good Trouble (prima stagione)
La prima stagione della serie televisiva Good Trouble è stata trasmessa sul canale statunitense Freeform dall'8 gennaio al 2 aprile 2019.
In Italia la stagione è stata interamente pubblicata sul servizio di streaming Disney+ il 29 giugno 2022.
| nº | Titolo originale            | Titolo italiano         | Prima TV USA     | Pubblicazione Italia |
| -- | --------------------------- | ----------------------- | ---------------- | -------------------- |
| 1  | DTLA                        | Downtown Los Angeles    | 8 gennaio 2019   | 29 giugno 2022       |
| 2  | The Coterie                 | La Coterie              | 15 gennaio 2019  | 29 giugno 2022       |
| 3  | Allies                      | Alleanze                | 22 gennaio 2019  | 29 giugno 2022       |
| 4  | Playing the Game            | Giocare                 | 29 gennaio 2019  | 29 giugno 2022       |
| 5  | Parental Guidance Suggested | Suggerimenti            | 5 febbraio 2019  | 29 giugno 2022       |
| 6  | Imposter                    | L'impostore             | 12 febbraio 2019 | 29 giugno 2022       |
| 7  | Swipe Right                 | Nuovi incontri          | 19 febbraio 2019 | 29 giugno 2022       |
| 8  | Byte Club                   | Byte Club               | 26 febbraio 2019 | 29 giugno 2022       |
| 9  | Willful Blindness           | Ostinata cecità         | 5 marzo 2019     | 29 giugno 2022       |
| 10 | Re-Birthday                 | Compleanno di rinascita | 12 marzo 2019    | 29 giugno 2022       |
| 11 | Less Than                   | Rispetto                | 19 marzo 2019    | 29 giugno 2022       |
| 12 | Broken Arted                | Cuore spezzato          | 26 marzo 2019    | 29 giugno 2022       |
| 13 | Vitamin C                   | Vitamina C              | 2 aprile 2019    | 29 giugno 2022       |